# Angelo De Donatis
Angelo De Donatis (ur. 4 stycznia 1954 w Casarano) – włoski duchowny rzymskokatolicki, arcybiskup, biskup pomocniczy rzymski w latach 2015–2017, wikariusz generalny Rzymu i tym samym archiprezbiter bazyliki św. Jana na Lateranie w latach 2017–2024, administrator apostolski suburbikarnej diecezji Ostii w latach 2017–2024, kardynał prezbiter od 2018, administrator apostolski sede vacante egzarchatu apostolskiego Włoch w latach 2019–2020, penitencjariusz większy od 2024.

## Życiorys
Studiował w seminarium w Tarencie, a następnie w Papieskim Wyższym Seminarium Duchownym w Rzymie. Licencjat z zakresu teologii moralnej uzyskał na Papieskim Uniwersytecie Gregoriańskim w Rzymie. Święceń prezbiteratu udzielił mu 12 kwietnia 1980 w katedrze Wniebowzięcia NMP w Nardò biskup Antonio Rosario Mennonna – biskup diecezjalny Nardò.
28 listopada 1983 został inkardynowany do diecezji rzymskiej. W latach 1980–2015 pełnił liczne funkcje w ramach struktur Wikariatu Rzymskiego, a także pracował w rzymskich parafiach: kościele św. Saturnina, kościele Zwiastowania Pańskiego i bazylice św. Marka – gdzie od 2003 był proboszczem. W roku 2014 wygłosił rekolekcje wielkopostne dla papieża i Kurii Rzymskiej.
14 września 2015 papież Franciszek mianował go biskupem pomocniczym diecezji rzymskiej ze stolicą tytularną Motula. Święcenia biskupie otrzymał 9 listopada 2015 w bazylice św. Jana na Lateranie. Udzielił mu ich sam papież, w asyście kardynała Agostina Valliniego, wikariusza generalnego Rzymu, i kardynała Beniamina Stelli, prefekta Kongregacji ds. Duchowieństwa. Jako zawołanie biskupie przyjął słowa „Nihil caritate dulcius” (Nic słodszego nad miłość).
26 maja 2017 został wyniesiony do godności arcybiskupa oraz ustanowiony jednocześnie wikariuszem generalnym Rzymu i archiprezbiterem bazyliki św. Jana na Lateranie, zastępując na tym stanowisku kard. Agostina Valliniego, a 29 czerwca tegoż roku został mianowany administratorem apostolskim suburbikarnej diecezji Ostii.
20 maja 2018 podczas modlitwy Regina Coeli papież Franciszek ogłosił, że mianował go kardynałem. 28 czerwca 2018 na konsystorzu w bazylice św. Piotra kreował go kardynałem prezbiterem, a jako kościół tytularny nadał mu bazylikę św. Marka w Rzymie. 7 października 2018 uroczyście objął swój kościół tytularny w Rzymie.
11 lipca 2019 papież Franciszek mianował go administratorem apostolskim sede vacante egzarchatu dla wiernych katolickich obrządku bizantyjskiego, zwanego także Ukraińskim Kościołem Greckokatolickim we Włoszech, a 24 października 2020 papież zwolnił go z funkcji administratora egzarchatu Włoch.
6 kwietnia 2024 papież zwolnił go z obowiązków wikariusza generalnego diecezji rzymskiej i mianował go penitencjariuszem większym. Brał udział w konklawe 2025, które wybrało papieża Leona XIV.